# Chomelia paniculata
Chomelia paniculata är en måreväxtart som först beskrevs av Friedrich Gottlieb Bartling och Dc., och fick sitt nu gällande namn av Julian Alfred Steyermark. Chomelia paniculata ingår i släktet Chomelia och familjen måreväxter. Inga underarter finns listade i Catalogue of Life.